# سینه‌دندان‌خزندگان
سینه‌دندان‌خزندگان (نام علمی: Mastodonsauridae) نام یک تیره از بالاخانواده سینه‌دندان‌خزنده‌واران است.